# Frederik Nielsen
Frederik Løchte Nielsen (* 23. srpna 1983 Lyngby) je dánský profesionální tenista. Ve své dosavadní kariéře na okruhu ATP World Tour vyhrál dva deblové turnaje, včetně Wimbledonu 2012 v páru s britským tenistou Jonathanem Marrayem. Na challengerech ATP a okruhu ITF získal do roku 2018 čtrnáct titulů ve dvouhře a padesát dva ve čtyřhře.
Na žebříčku ATP byl nejvýše ve dvouhře klasifikován v srpnu 2011 na 190. místě a ve čtyřhře pak v dubnu 2013 na 17. místě. Trénuje ho Patrick Langvardt. Dříve tuto roli plnil krajan Dane John Larsen
V dánském daviscupovém týmu debutoval v roce 2003 prvním kolem druhé skupiny euroafrické zóny proti Tunisku, v němž za rozhodnutého stavu vyhrál závěrečnou dvouhru s Malekem Džazírím. Dánové zvítězili 4:1 na zápasy. Do roku 2018 v soutěži nastoupil k třiceti devíti mezistátním utkáním s bilancí 34–24 ve dvouhře a 20–13 ve čtyřhře.

## Tenisová kariéra
V posledním kole kvalifikace Wimbledonu 2007 prohrál s Tomášem Zíbem po pětisetovém průběhu. Jeho dědem byl bývalý tenista Kurt Nielsen, který se jako první Dán probojoval do finále dvouhry na Grand Slamu a vyhrál smíšenou čtyřhru na US Championships.
Na počátku nové sezóny 2012 byl spolu s krajankou Caroline Wozniackou členem dánského týmu při první účasti země na Hopmanově poháru. V grandslamové čtyřhře pak překvapivě zvítězil ve Wimbledonu 2012 společně s britským tenistou Jonathanem Marrayem, když do soutěže nastoupili na divokou kartu. Ve finále vyhráli nad pátým nasazeným párem Robert Lindstedt a Horia Tecău po pětisetové bitvě. Švédsko-rumunská dvojice tak nezvládla již třetí wimbledonské finále v řadě, přestože o den dříve v semifinále vyřadila druhý nasazený pár amerických dvojčat Mikea a Boba Bryanových.
Bodový zisk je s Jonathanem Marrayem posunul na Turnaj mistrů 2012, kde po postupu ze skupiny skončili v semifinále na raketách pozdějších španělských šampionů Marcela Granollerse a Marca Lópeze.

## Finále na Grand Slamu

### Mužská čtyřhra: 1 (1–0)
| Stav  | rok  | turnaj    | spoluhráč       | soupeři ve finále            | výsledek                          |
| ----- | ---- | --------- | --------------- | ---------------------------- | --------------------------------- |
| Vítěz | 2012 | Wimbledon | Jonathan Marray | Robert Lindstedt Horia Tecău | 4–6, 6–4, 7–6(7–5), 6–7(5–7), 6–3 |

## Finále na okruhu ATP World Tour
| Legenda                           |
| D – dvouhra; Č – čtyřhra          |
| Grand Slam (1–0 Č)                |
| Turnaj mistrů (0–0)               |
| ATP World Tour Masters 1000 (0–0) |
| ATP World Tour 500 (0–0)          |
| ATP World Tour 250 (1–2 Č)        |

### Čtyřhra: 4 (2–2)
| Stav      | č. | datum            | turnaj                        | povrch    | spoluhráč       | soupeři ve finále                    | výsledek                          |
| --------- | -- | ---------------- | ----------------------------- | --------- | --------------- | ------------------------------------ | --------------------------------- |
| Vítěz     | 1. | 8. července 2012 | Wimbledon, Spojené království | tráva     | Jonathan Marray | Robert Lindstedt Horia Tecău         | 4–6, 6–4, 7–6(7–5), 6–7(5–7), 6–3 |
| Finalista | 1. | 22. září 2012    | Mety, Francie                 | tvrdý (h) | Johan Brunström | Nicolas Mahut Édouard Roger-Vasselin | 6–7(3–7), 4–6                     |
| Finalista | 2. | 13. ledna 2013   | Auckland, Nový Zéland         | tvrdý     | Johan Brunström | Colin Fleming Bruno Soares           | 6–7(1–7), 6–7(2–7)                |
| Vítěz     | 2. | 5. ledna 2014    | Čennaj, Indie                 | tvrdý     | Johan Brunström | Marin Draganja Mate Pavić            | 6–2, 4–6, [10–7]                  |

## Finále na challengerech ATP
| Legenda                          |
| -------------------------------- |
| Challengery (0–3 D; 25 titulů Č) |

### Dvouhra: (0–3)
| Stav      | č. | datum              | turnaj                           | povrch      | soupeř ve finále   | výsledek      |
| --------- | -- | ------------------ | -------------------------------- | ----------- | ------------------ | ------------- |
| Finalista | 1. | 6. července 2008   | Dublin, Irsko                    | koberec (h) | Robert Smeets      | 6–7(5–7), 2–6 |
| Finalista | 2. | 14. listopadu 2010 | Loughborough, Spojené království | tvrdý (h)   | Matthias Bachinger | 3–6, 6–3, 1–6 |
| Finalista | 3. | 15. listopadu 2014 | Champaign, Spojené státy         | tvrdý (h)   | Adrian Mannarino   | 2–6, 2–6      |

### Čtyřhra (25 titulů)
| č.  | datum              | turnaj                           | povrch      | spoluhráč         | poražení finalisté                          |                            |
| --- | ------------------ | -------------------------------- | ----------- | ----------------- | ------------------------------------------- | -------------------------- |
| 1.  | 30. října 2006     | Rimouski, Kanada                 | tvrdý (h)   | Kristian Pless    | Jasper Smit Martijn van Haasteren           | 6–2, 6–4                   |
| 2.  | 20. listopadu 2006 | Shrewsbury, Spojené království   | tvrdý (h)   | Philipp Marx      | Lars Burgsmuller Mischa Zverev              | 6–4, 6–4                   |
| 3.  | 15. října 2007     | Kolding, Dánsko                  | tvrdý (h)   | Rasmus Nørby      | Philipp Petzschner Alexander Peya           | 4–6, 6–3, [10–8]           |
| 4.  | 22. října 2007     | Barnstaple, Spojené království   | tvrdý (h)   | Ajsám Kúreší      | Jasper Smit Martijn van Haasteren           | 6–2, 6–7(4–7), [10–2]      |
| 5.  | 19. listopadu 2007 | Shrewsbury, Spojené království   | tvrdý (h)   | Rasmus Nørby      | Edward Allinson Ian Flanagan                | 6–3, 6–2                   |
| 6.  | 17. března 2008    | Sarajevo, Bosna a Hercegovina    | tvrdý (h)   | Johan Brunström   | Alexander Peya Lovro Zovko                  | 6–4, 7–6(7–4)              |
| 7.  | 24. listopadu 2008 | Tojota, Japonsko                 | koberec (h) | Ajsám Kúreší      | Ti Čchen Grzegorz Panfil                    | 7–5, 6–3                   |
| 8.  | 25. května 2009    | Carson, Spojené státy            | tvrdý       | Harsh Mankad      | Carsten Ball Travis Rettenmaier             | 6–4, 6–4                   |
| 9.  | 20. července 2009  | Recanati, Itálie                 | tvrdý       | Joseph Sirianni   | Adriano Biasalla Andrej Golubjev            | 6–4, 3–6, [10–6]           |
| 10. | 9. listopadu 2009  | Jersey, Spojené království       | koberec (h) | Joseph Sirianni   | Henri Kontinen Jarkko Nieminen              | 7–5, 3–6, [10–2]           |
| 11. | 26. července 2010  | Granby, Kanada                   | tvrdý       | Joseph Sirianni   | Sančaj Ratiwatana Sončat Ratiwatana         | 4–6, 6–4, [10–6]           |
| 12. | 8. listopadu 2010  | Loughborough, Spojené království | koberec (h) | Henri Kontinen    | Jordan Kerr Ken Skupski                     | 6–2, 6–4                   |
| 13. | 3. ledna 2011      | Nouméa, Francie                  | tvrdý       | Dominik Meffert   | Flavio Cipolla Simone Vagnozzi              | 7–6(5–7), 5–7, [10–5]      |
| 14. | 7. února 2011      | Bergamo, Itálie                  | tvrdý (h)   | Ken Skupski       | Michail Jelgin Alexandr Kudrjavcev          | bez boje                   |
| 15. | 4. dubna 2011      | Monza, Itálie                    | antuka      | Johan Brunström   | Jamie Delgado Jonathan Marray               | 5–7, 6–2, [10–7]           |
| 16. | 25. července 2011  | Recanati, Itálie                 | tvrdý       | Ken Skupski       | Federico Gaio Purav Radža                   | 6–4, 7–5                   |
| 17. | 1. srpna 2011      | Segovia, Španělsko               | tvrdý       | Johan Brunström   | Nicolas Mahut Lovro Zovko                   | 6–2, 3–6, [10–6]           |
| 18. | 23. ledna 2012     | Heilbronn, Německo               | tvrdý (h)   | Johan Brunström   | Treat Conrad Huey Dominic Inglot            | 6–3, 3–6, [10–6]           |
| 19. | 2. listopadu 2014  | Charlottesville, Spojené státy   | tvrdý (h)   | Treat Conrad Huey | Lewis Burton Marcus Willis                  | 3–6, 6–3, [10–2]           |
| 20. | 23. srpna 2015     | Vancouver, Kanada                | tvrdý       | Treat Conrad Huey | Juki Bhambri Michael Venus                  | 7–6(7–4), 6–7(3–7), [10–5] |
| 21. | 4. října 2015      | Tiburon, Spojené státy           | tvrdý       | Johan Brunström   | Carsten Ball Matt Reid                      | 7–6(7–2), 6–1              |
| 22. | 18. října 2015     | Fairfield, Spojené státy         | tvrdý       | Johan Brunström   | Dustin Brown Carsten Ball                   | 6–3, 5–7, [10–5]           |
| 23. | 15. listopadu 2015 | Knoxville, Spojené státy         | tvrdý (h)   | Johan Brunström   | Sekou Bangoura Matt Seeberger               | 6–1, 6–2                   |
| 24. | 24. ledna 2016     | Manilla, Filipíny                | tvrdý       | Johan Brunström   | Francis Casey Alcantara Christopher Rungkat | 6–2, 6–2                   |
| 25. | 1. dubna 2017      | Saint-Brieuc, Francie            | tvrdý       | Andre Begemann    | David O'Hare Joe Salisbury                  | 6–3, 6–4                   |